# Revolución radical de 1932
La Revolución de 1932 fue
el intento de derrocar al gobierno de Agustín P. Justo y su reemplazo por una Junta Revolucionaria transitoria por parte de civiles y militares pertenecientes a la Unión Cívica Radical que hacía solo dos años había sido derrocada del poder. Contaba con el apoyo de una porción importante del Ejército Argentino, encabezada por el teniente coronel Atilio Cattáneo y el mayor Regino Lascano. Fracasó al ser descubierta dos días antes de su ejecución por la detonación accidental de una bomba en una casa donde había información y nombres de los rebeldes.

## Antecedentes
El 6 de septiembre de 1930, un golpe militar de corte fascista encabezado por José Félix Uriburu derroca al presidente constitucional radical Hipólito Yrigoyen, el cual es encarcelado en la Isla Martín García.
Seis meses después del golpe se realizan elecciones provinciales de gobernadores impulsadas por Uriburu. Para su sorpresa, el 5 de abril de 1931 en la provincia de Buenos Aires gana el candidato radical Honorio Pueyrredón. El gobierno anula de inmediato las elecciones.
El 28 de septiembre de 1931 la Convención Nacional de la UCR proclama la fórmula presidencial Marcelo T. de Alvear-Adolfo Güemes, que fue prohibida por el gobierno. Como respuesta el radicalismo declaró la abstención electoral.
Poco después muchos dirigentes de la UCR son detenidos y expulsados del país. El régimen militar prohíbe que integraran listas electorales aquellos que hubiesen sido funcionarios del gobierno radical y llama a nuevas elecciones nacionales.
En esas fraudulentas condiciones el entonces jefe del Ejército, general Agustín P. Justo, gana las elecciones como candidato de una coalición política conservadora denominada la Concordancia.

## Plan de la revolución
El plan de Lescano era muy ambicioso, ya que tenía a 100 oficiales en todo el país a favor de la revolución, contando además la gran cantidad de civiles y militares que se plegarían después.
Un dato anecdótico es que hasta los custodios personales del presidente Justo estaban plegados a la Revolución.

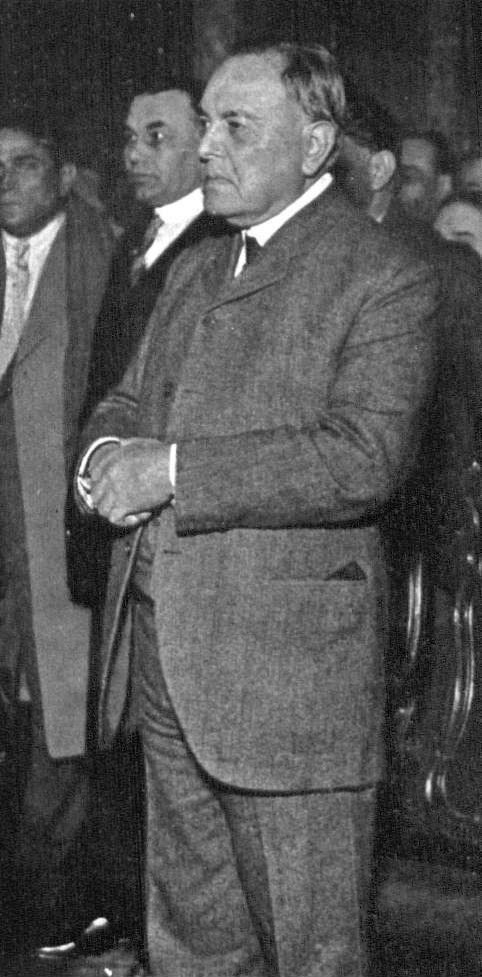
Hipólito Yrigoyen hacia 1932.

La idea consistía en deponer al Gobierno, sacar a sus líderes del país y llamar a elecciones en menos de un año. Pero, durante ese transcurso, la Junta Revolucionaria iba a tomar las siguientes medidas:
- Ordenará la requisa de todo lo necesario para alimentar, vestir y cobijar al pueblo.
- Movilizar a los desocupados para construir caminos, habitaciones y fábricas.
- Estatizar el comercio exterior.
- Extinguir la deuda externa mediante la entrega de productos nacionales.
- Prohibir la exportación de monedas, metales y piedras preciosas.
- Acordar una moratoria general de dos años para las deudas internas.
- Reforma agraria en favor del campesinado.
- Explotación colectiva de los campos de una extensión superior a mil hectáreas.
- Traslado del poder judicial a juzgados populares.
- Simplificación de la burocracia estatal.
- Estatización del petróleo.
- Dar impulso a la enseñanza y cultura, asegurando a todos el derecho al saber.
- Transferir a los trabajadores la administración de sus lugares de trabajo.
- Amnistía a los presos políticos y demolición del penal de Ushuaia.
- Establecer una escala de sueldos para la Administración Nacional.
- Revisión de las pensiones y jubilaciones concedidas.
- Suprimidas las subvenciones a la Iglesia.
- Reforma interna de las Fuerzas Armadas.
- Regulación de la actividad financiera.
- Supresión de todos los impuestos a excepción del de la tierra, el de la renta y a las herencias.
- Incautación de los soros disponibles, emisión de un empréstito interno forzoso y confiscación de bienes pertenecientes a las personas e instituciones que resulten responsables de la dictadura implantada el 6 de septiembre[3] para solventar los gatos de la Revolución.

## Motivo del fracaso

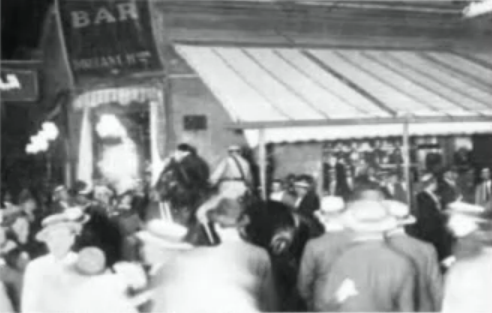
Represión policial del 13 de diciembre de 1932.

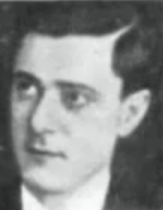
El radical Pablo Pérez.

La revolución debía producirse mediante una sublevación masiva, que detuviese inmediatamente al presidente Agustín Pedro Justo y a los principales líderes del gobierno. La misma estaba prevista para el día 18 de diciembre de 1932.
El 13 de diciembre se producen varias asambleas radicales en distintos puntos de la ciudad de Buenos Aires, tales como universidades o bares, que son violentamente reprimidas por la policía montada.
Un caso emblemático es la asamblea producida en el Augusteo, donde se encontraban gran cantidad de opositores y la represión fue muy violenta. El comisario Ramírez, que era uno de los disidentes radicales, fue herido de bala en una pierna.
Durante este día, 159 personas fueron detenidas por la policía del régimen tras los serios incidentes.
Tres días después, y cuando faltaban menos de 48 h para el inicio de la revolución, en una casa de Buenos Aires donde se guardaban armas e información sobre la revolución ocurre un incidente que cambiaría radicalmente el curso de los acontecimientos.
Los radicales Pablo Perez y Raúl G. Luzuriaga habían armado una bomba artesanal para cuando estallasen los enfrentamientos, pero un error en su preparación hizo que le estallase en la mano a Luzuriaga.
El estruendo y la gravedad de la herida hizo inevitable que su escondite fuese descubierto primero por los vecinos, luego por la policía y finalmente por el Gobierno, que si bien estaba llevando adelante una fuerte represión contra el radicalismo, desconocía hasta entonces el plan revolucionario.

### En Rosario
Entre tanto, en Rosario (Argentina) —y tras herir al jefe del Escuadrón de Seguridad, mayor César Reyes— un grupo de civiles intentó adueñarse de la unidad de la Escuela de Cadetes, en la calle Alem 2050. En el fragor de las armas, 32 militantes radicales perdieron la vida. En el Cementerio El Salvador se hallan sus restos, en un cenotafio ad hoc. La señalética en la Escuela de Cadetes fue hecha desaparecer.

## Respuesta oficial
Una vez al tanto de la inminente revolución, el Gobierno despliega una rápida acción tendiente a desarmarla, que consistió básicamente en la persecución, bajo el estado de sitio, a todos los dirigentes y militares radicales, que fueron obligados a exiliarse o directamente asesinados, como es el caso de Lascano, muerto por los agentes del régimen en Curuzú Cuatiá.

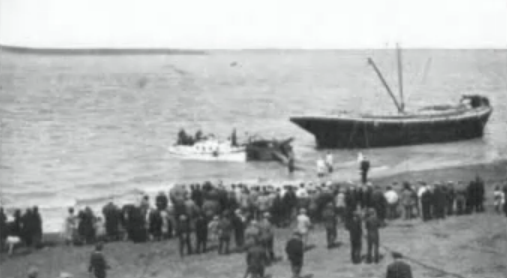
Llegada de los exiliados radicales a San Julián.

Marcelo T. de Alvear, Honorio Pueyrredon, Carlos M. Noel y José P. Tamborini, entre muchos otros, son detenidos inmediatamente.
En un primer momento son encarcelados en el ARA Veinticinco de Mayo (C-2), para ser finalmente obligados a exiliarse en San Julián, un ignoto pueblo patagónico de menos de 2000 habitantes y de temperaturas de 15 grados bajo cero.
Al llegar dicho pueblo son recibidos como héroes por los lugareños, muchos de ellos portando boinas blancas en sus cabezas.
A su vez, Hipólito Yrigoyen vuelve a ser trasladado a la Isla Martín García mientras que Atilio Cattáneo fue encarcelado 19 meses. Este último, años más tarde diría:

Creí y creo que era mi obligación, como militar del pueblo, ponerme de su parte en amparo de sus derechos.

## Consecuencias
El fracaso de la revolución produjo un aumento en la fuerte represión al radicalismo, que con sus principales dirigentes encarcelados o exiliados entró en una etapa de letargo, logrando Justo y la Concordancia mantenerse en el poder.
Hipólito Yrigoyen muere el 3 de julio de 1933 y para sorpresa del régimen su funeral se convierte en una manifestación multitudinaria de la cual participaron miles de personas. Con su muerte, el partido queda definitivamente en manos de Alvear, quien en 1935 decide levantar la abstención electoral. 
Este hecho fue muy criticado dentro del partido. Si bien el radicalismo obtiene importantes triunfos provinciales luego de esta decisión y comienza a recuperar su poder político, el Gobierno realiza fraude en las elecciones presidenciales de 1937, donde Alvear pierde con el candidato oficial Roberto M. Ortiz.